# Чоловіки на продаж
Чоловіки на продаж (англ. Men for Sale; фр. Hommes à louer) — документальний фільм канадського режисера Родріга Жана, про чоловічу проституцію у Монреалі, Канада. Фільм знімався протягом одного року в гей-поселенні Монреаля.
Інтерв'ю в фільмі зняті французькою мовою. Англійська версія Men for Sale має субтитри англійською мовою.
Канадська Національна рада з питань кіно називає документальний фільм «непохитним портретом, не маючи на меті вуайєризму та помилкової симпатії, що визнає, що суспільство вважає за краще ігнорувати цю проблему».

## Сюжет
Документальний фільм демонструє життя 11 повій-чоловіків протягом року, де розповідається про їхню боротьбу за виживання, наркоманію, побиття та стигматизацію, а також їхнє тяжке минуле.
Захоплені порочним колом проституції та наркотиків, вони продовжують своє життя, розуміючи, що їхні перспективи знищені.

## Презентація на фестивалях
У 2009 році документальний фільм був офіційним відібраний в наступних кінофестивалях:
- Festival du nouveau cinéma
- Авіньйонський фестиваль
- Festival international du cinéma francophone en Acadie
- Atlantic Film Festival